# Caminho coberto

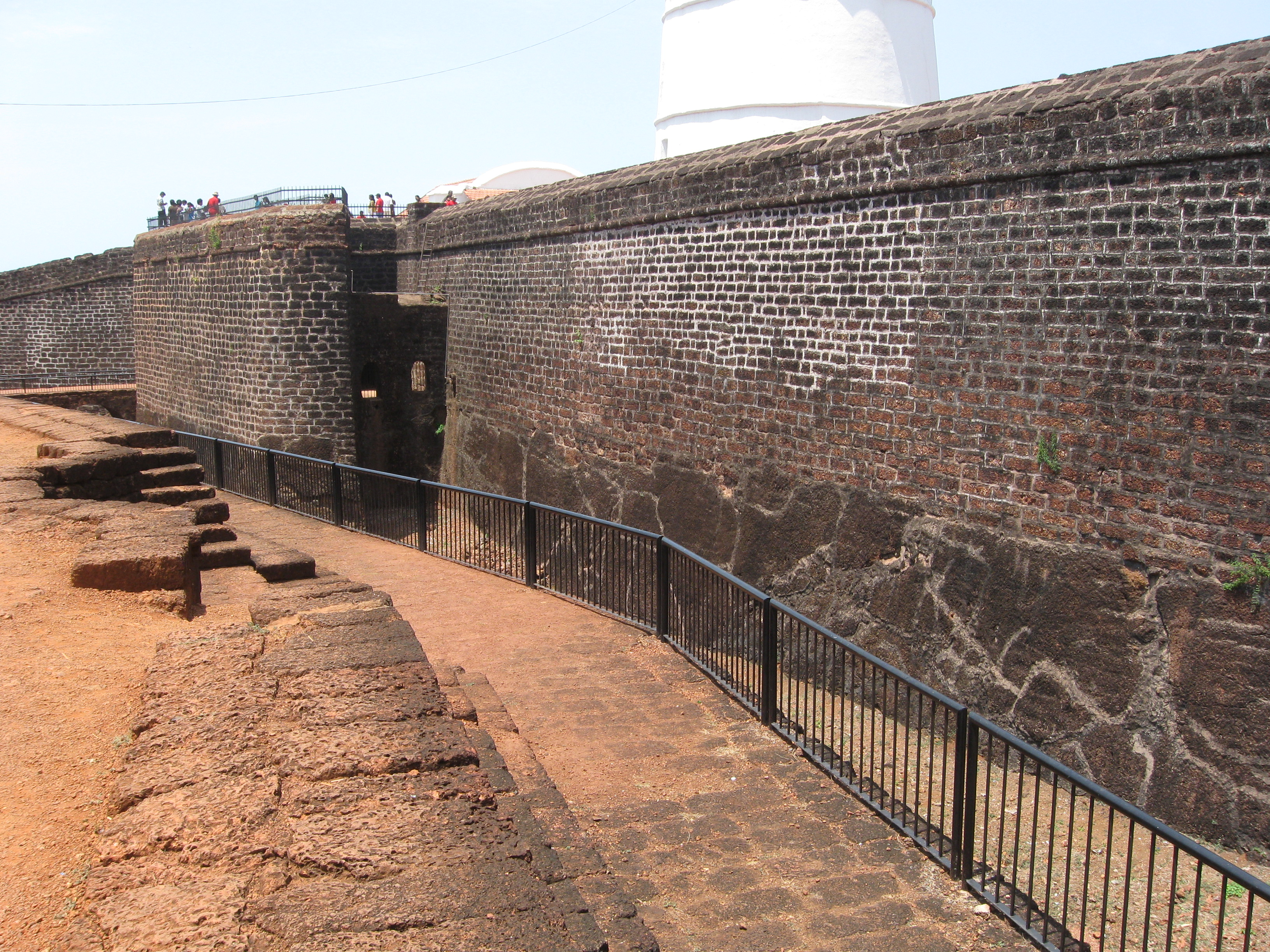
Caminho coberto da Fortaleza da Aguada, em Goa.

Caminho coberto ou estrada coberta é, em arquitetura militar, o espaço de circulação dos defensores no exterior do fosso de uma fortificação abaluartada.
O caminho coberto situa-se no alto da contraescarpa, para além do fosso, sendo protegido pela esplanada contra a observação e o fogo do inimigo. Nos cantos do caminho coberto são, muitas vezes, instaladas praças de armas.
O acesso ao caminho coberto é feito, normalmente, pelas pontes de acesso à fortaleza, que atravessam o fosso. Ocasionalmente, são construídas rampas ou escadas na contraescarpa, ligando o fosso ao caminho coberto. Podem ser criadas aberturas na esplanada, de acesso ao exterior do recinto fortificado a partir do caminho coberto.
São várias as funções dos caminhos cobertos: caminho de ronda à volta do recinto fortificado, posição de infantaria para defesa avançada dos reparos, local de instalação de obstáculos de contramobilidade, ponto de partida para um incursão sobre os sitiantes ou local de abrigo em caso de uma retirada.